# Rúa Real (la Corunya)
La Rúa Real és un carrer de la Coruña situada al barri d'A Pescaría de la ciutat. És un carrer de vianants situada entre la rúa Rego de Auga i el Cantón Grande.

## Història
La rúa Real és una dels carrers més antics de la ciutat de La Corunya i era la principal via d'accés a la Ciutat Vella. En excavacions dels anys 1949 i 2004 s'han trobat tombes dels segles III al IV.
Inicialment començava a la plaça de San Xurxo, situada davant de l'antiga església i cementiri de San Xurxo, que es trobaven on es va construir el teatro Rosalía de Castro. Té la seva disposició actual des del 1791. Fins a almenys 1793 existia una capella contigua a l'edifici de la Duana.
Al número 94 es va fundar el Casino Republicà el 1893 i el 1916 va tenir lloc la primera reunió de les Irmandades da Fala al número 38.
El carrer es va anomenar Acevedo en diverses ocasions durant el segle xix i entre 1931 i 1936 carrer del Capità Galán.

## Veïns i comerços

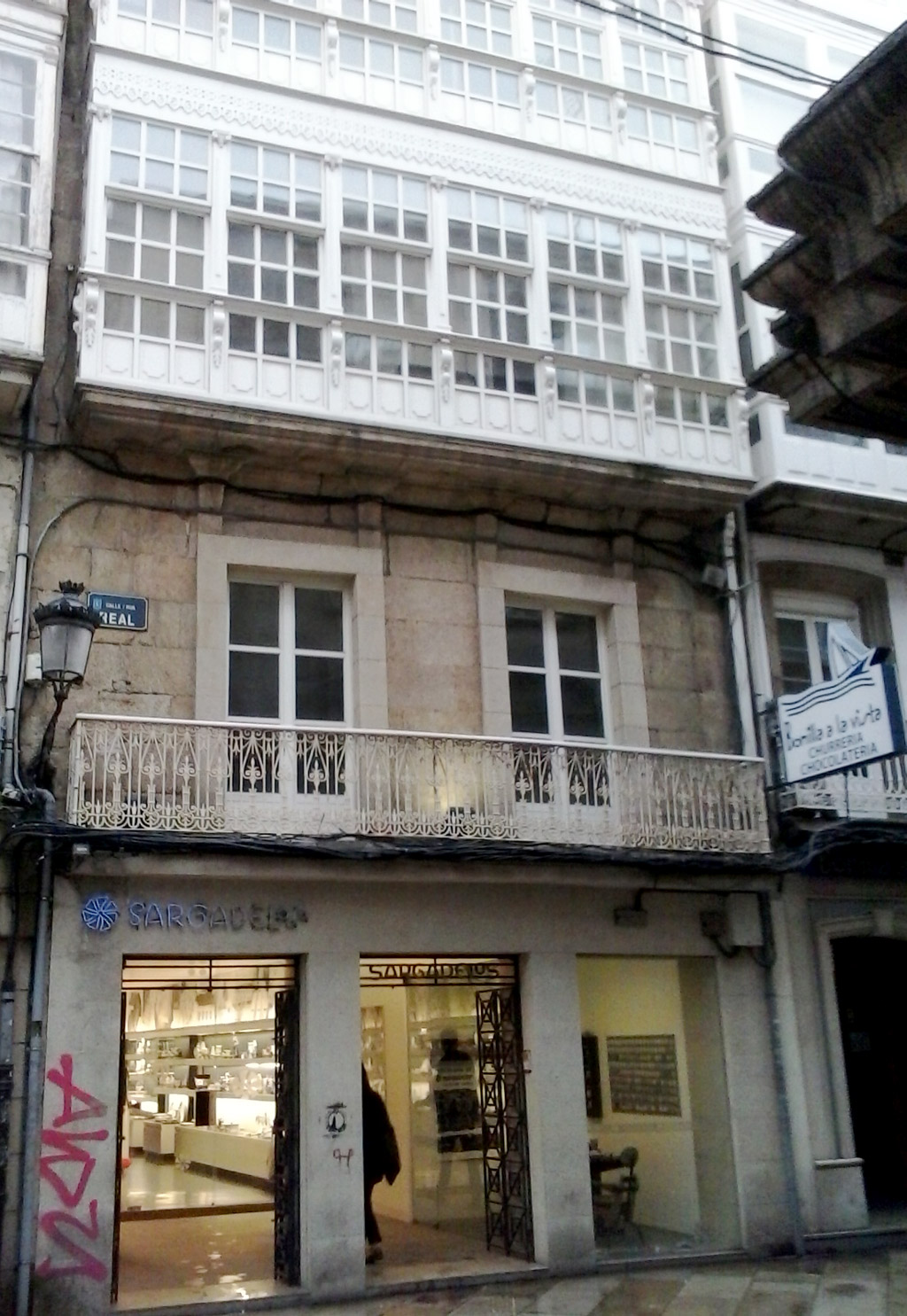
Casa de Juana de Vega a la rúa Real.

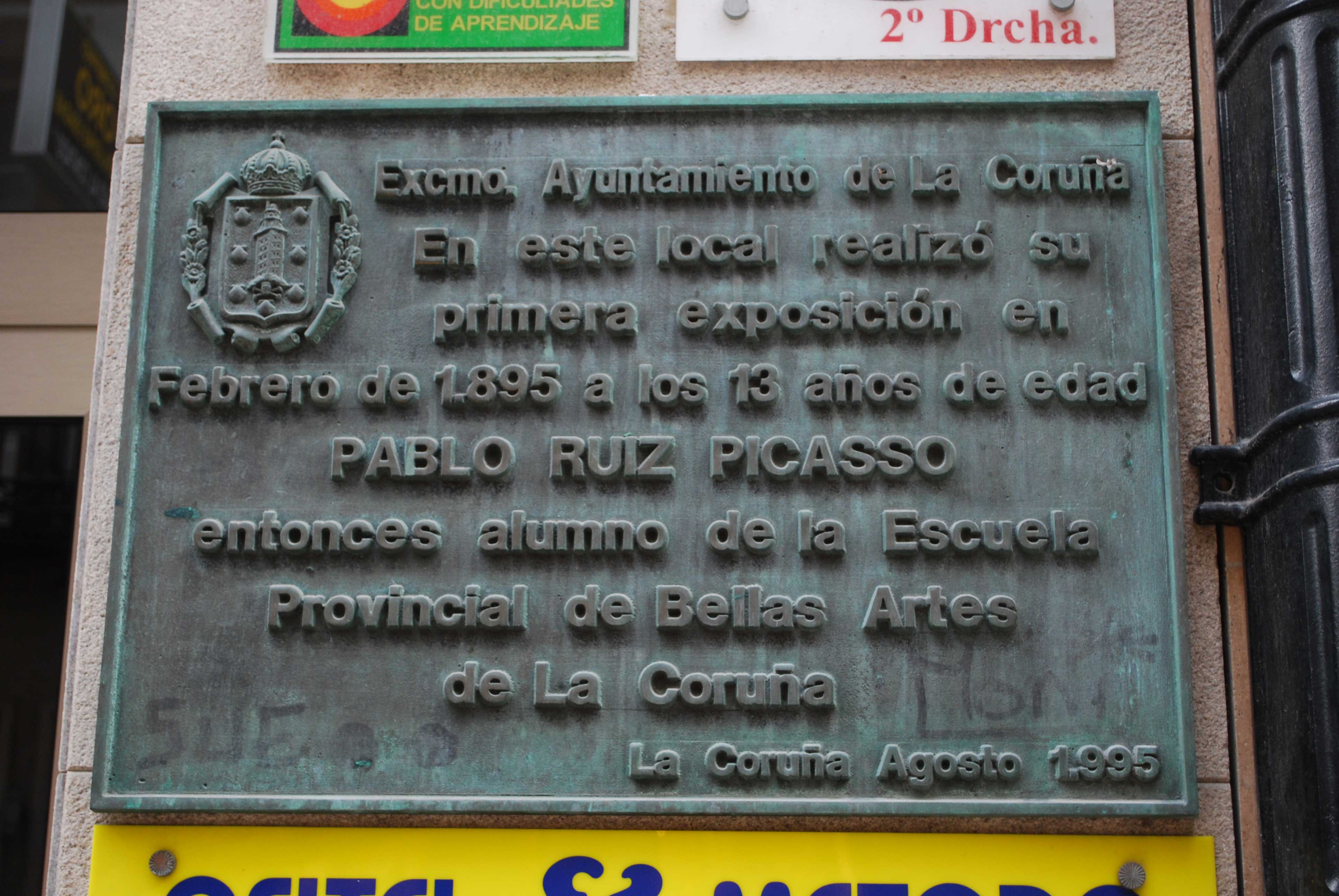
Placa d'honor de la primera exposició de Picasso.

Al número 56 hi van viure tant Juana de Vega com Adelaida Muro i al número 75 hi van viure i morir Eusebio da Guarda i Modesta Goicouría. Al número 11 hi va néixer Eduardo Dato.
Al carrer hi havia els establiments del músic Canuto Berea i del fotògraf Pedro Ferrer i al número 55 tenia la seva seu la Banca Obanza.
Al principi de la rúa Real hi havia el Saló París, que va ser un cinema entre el 1908 i el 1999, i al número 94 al cine Savoy (després Ya-Voy), edifici desaparegut d'estil art déco d'Antonio Tenreiro i Peregrín Estellés. Al número 20 va tenir lloc la primera exposició de Picasso el 1895.

## Arquitectura
A la rúa Real es conserven alguns edificis destacats:
- N. 11, del segle xix.
- N. 17, Casa Tizón, d'Antonio Tenreiro i Peregrín Estellés (1920).
- N. 27, Casa de José Frausk, de Fernando Domínguez Romay (1797).
- N. 55, Casa Obanza, de Faustino Domínguez Coumes-Gay (1884).[14]
- N. 14 (1860).
- N. 18, de Faustino Domínguez Domínguez (1869).
- N. 22, de Julio Galán Carvajal i Antonio de Mesa (1910), amb façana modernista.
- N. 24, Casa de Vicente Tenreiro, de Gabriel Vitini (1873).
- N. 86, Café Moderno, d'Antonio de Mesa (1919), modernista.

L'edifici de l'antiga duana (1779, reformat el 1846 per Faustino Domínguez Domínguez), actual seu de la subdelegació del govern, també té façana a la rúa Real.
Al número 74 hi havia el mural d'Urbano Lugrís "Vista de A Coruña 1669" traslladat el 2016 a l'oficina d'Abanca a la rúa dos Olmos.

## Galeria d'imatges

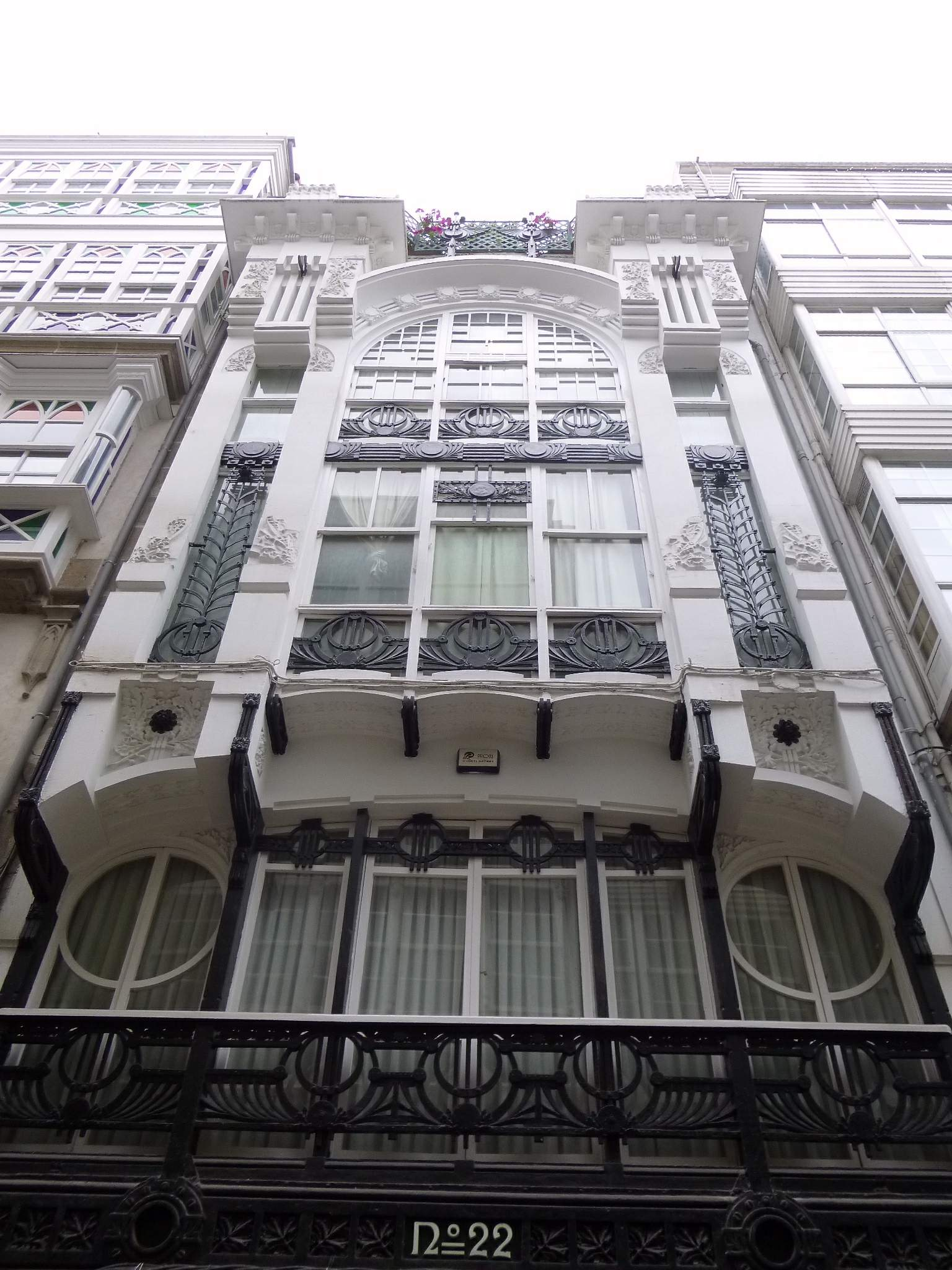
Número 22
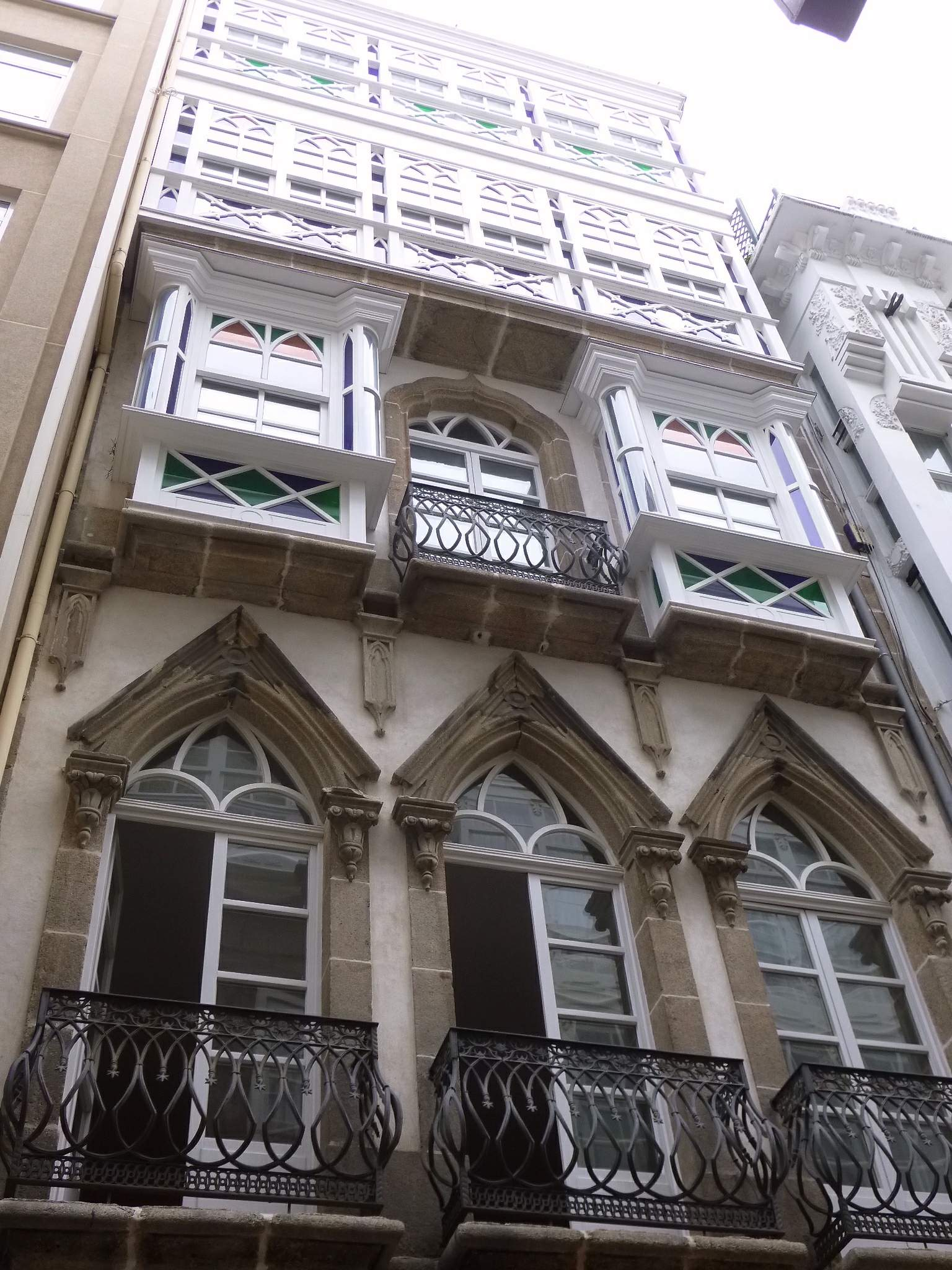
Número 24
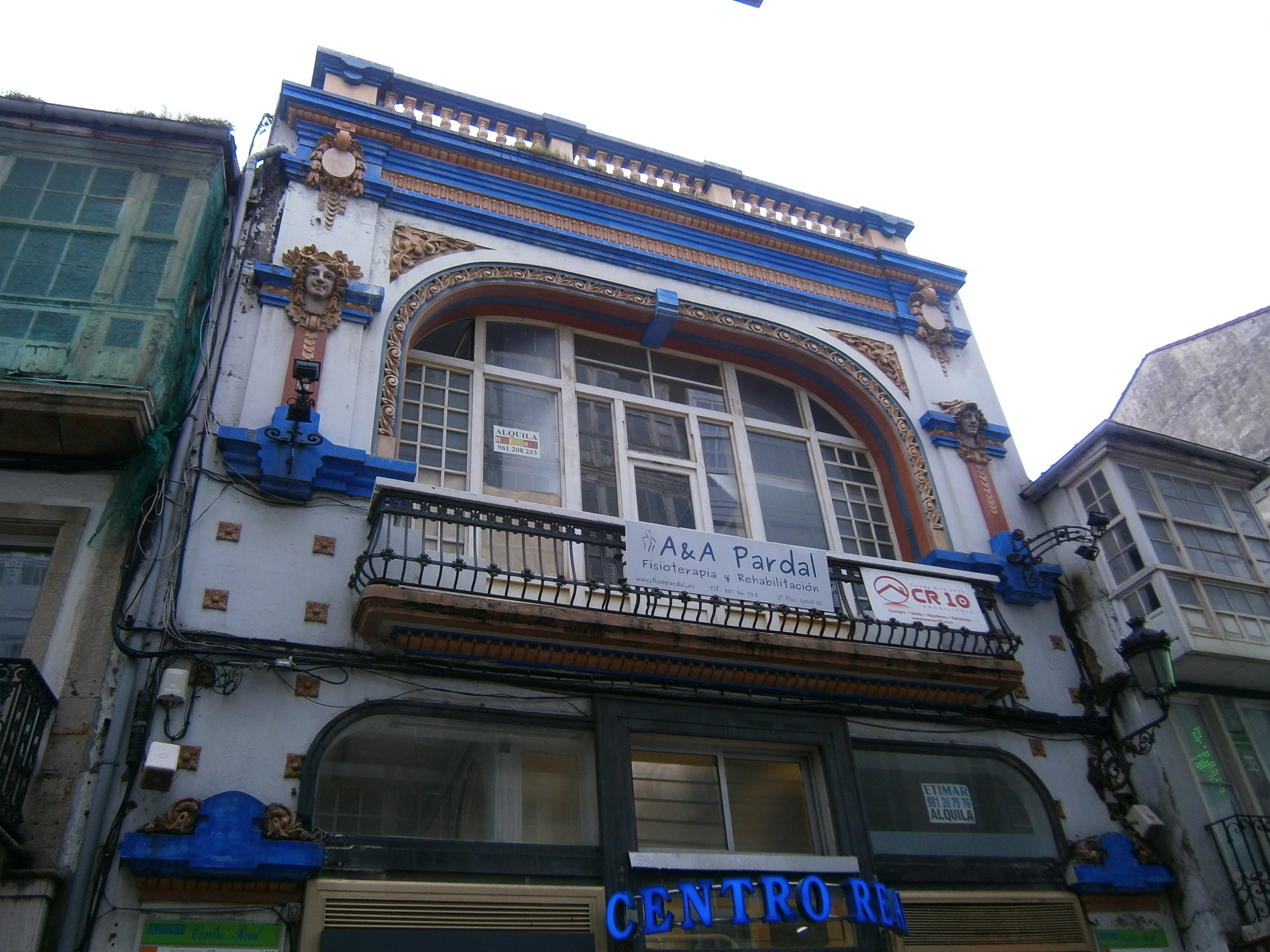
Número 86
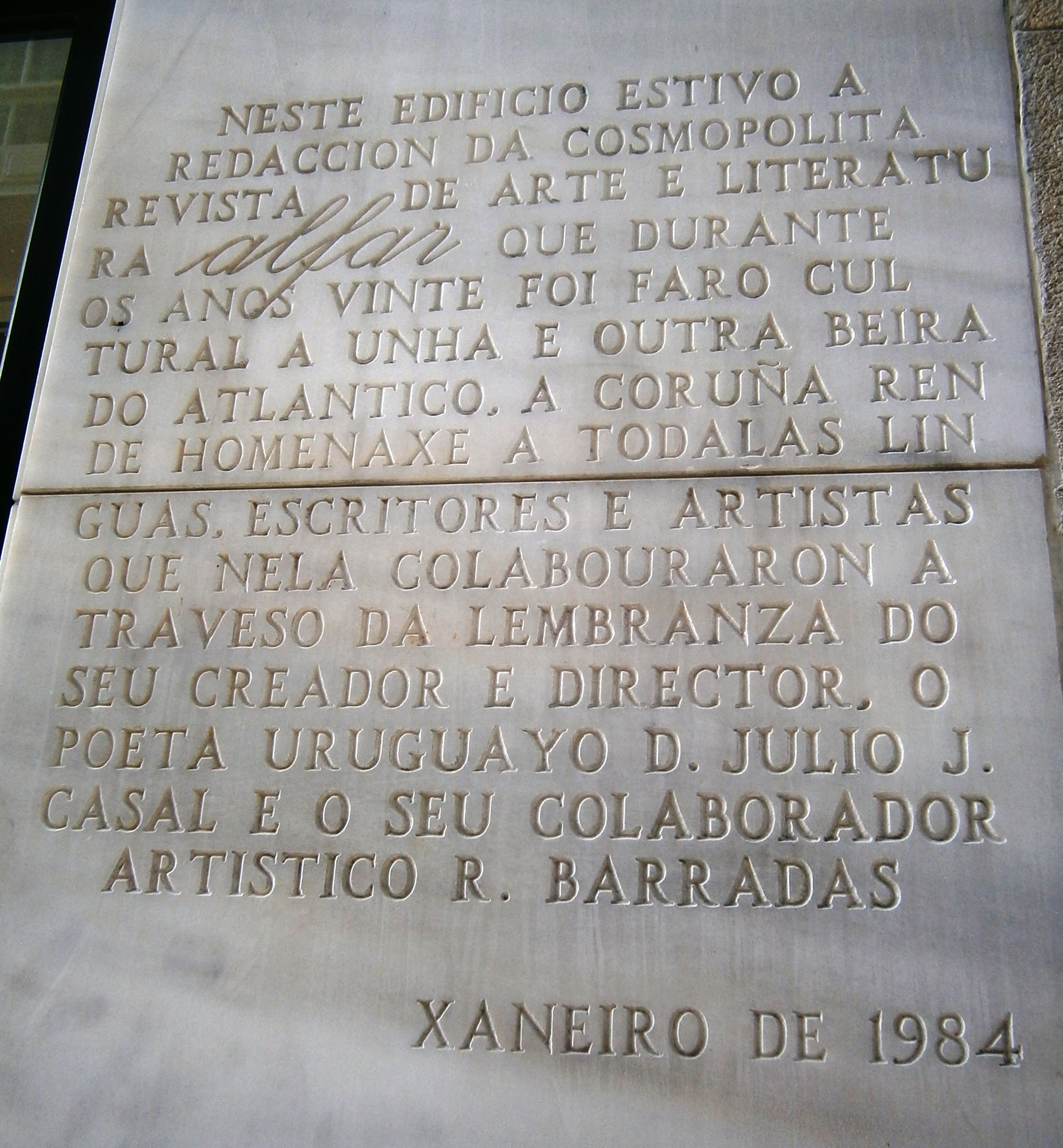
Inscripció en honor de la revista Alfar